# 2dF Galaxy Redshift Survey

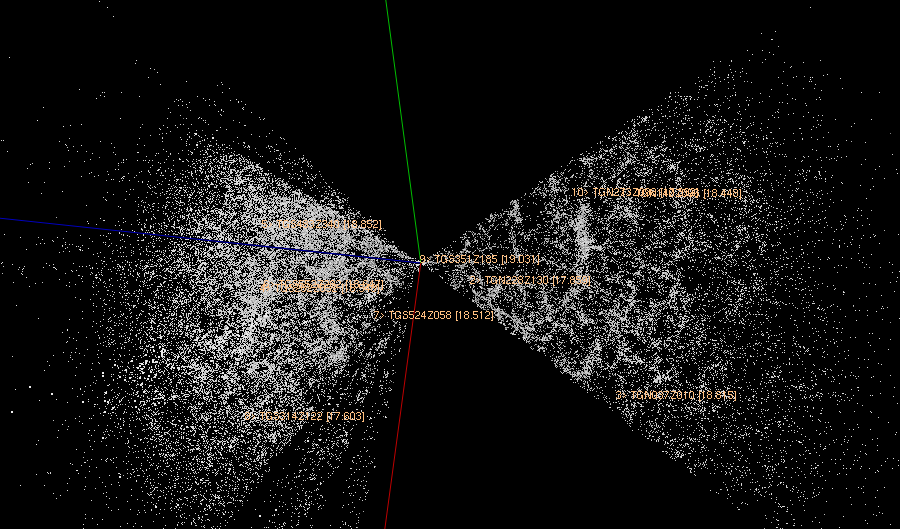
Extension du relevé du 2dF

Le 2dF Galaxy Redshift Survey (2dFGRS) est à la fois un projet de relevés astronomiques mené de 1997 à 2002 par l'observatoire anglo-australien (AAO) et un catalogue de galaxies publié le 30 juin 2003 par le même observatoire. Il s'agit du second plus grand relevé, tant en volume qu'en nombre d'objets recensés, après le Sloan Digital Sky Survey.

## Descriptif
Les responsables du projet étaient Steve Maddox et John Peacock. 
Il couvre une zone du ciel d'environ 1 500 degrés carrés. Le nom du relevé vient de ce que le champ observé par le télescope mesure environ deux degrés carrés (2 [square] degree field). Il a mesuré la photométrie d'environ 380 000 objets (382 323 exactement), ainsi que le spectre de près de 250 000 d'entre eux (245 591 exactement), dont 221 414 galaxies. La zone couverte s'étend dans la direction des deux pôles galactiques, dans des régions auparavant couvertes par le catalogue APM. Elle couvre essentiellement deux bandes de 75 degrés d'ascension droite et quelques degrés de déclinaison (7,5 degrés pour la bande du pôle nord galactique, 15 degrés pour la bande du pôle sud galactique), ainsi qu'une centaines de champs isolés de deux degrés carrés, autour de la bande du pôle sud galactique (voir image du relevé). Le tout a nécessité 272 nuits complètes d'observations étalées sur cinq ans.
Le relevé a été effectué à l'aide du télescope anglo-australien de 4 mètres de diamètre, au foyer primaire duquel est installé l'instrument 2dF permettant d'observer un champ de 2 degrés carrés par cliché. L'instrument possède un spectrographe équipé de deux bancs de 200 fibres optiques permettant la réalisation simultanée de 400 spectres. La magnitude limite du relevé est de l'ordre de 19,5, le décalage vers le rouge des objets observés dépassant rarement 0,3 (la médiane est de 0,11). Le volume d'Univers observé est de l'ordre de 108 h-1 Mpc3, h correspondant à la valeur de la constante de Hubble exprimée en centaine de kilomètres par seconde et par mégaparsec (h est de l'ordre de 0,7). La plus grande extension du relevé correspond à des distances de 600 h-1 Mpc.

## Résultats obtenus
Pour la cosmologie, les principaux résultats obtenus par le 2dF sont, :
- La mesure du paramètre de densité de la matière non relativiste (matière baryonique plus matière noire plus neutrinos massifs),
- La détection des oscillations acoustiques baryoniques, et par suite du rapport entre densité de matière baryonique et matière noire (de l'ordre d'un cinquième),
- Des limites sur la contribution des neutrinos massifs à la matière noire, mettant une limite à la somme des masses des trois familles de neutrinos à 1,8 eV.

Tous ces résultats sont en accord avec les mesures d'autres expériences, notamment celles de WMAP. Elles confortent le modèle standard de la cosmologie.